# 短足管巢蛛
短足管巢蛛（学名：Clubiona brevipes）为管巢蛛科管巢蛛属的动物。分布于欧洲以及中国大陆的四川等地。该物种的模式产地在欧洲。